# Isotheciopsis amoena
Isotheciopsis amoena är en bladmossart som först beskrevs av Fleischer och Brotherus, och fick sitt nu gällande namn av Noguchi 1970. Isotheciopsis amoena ingår i släktet Isotheciopsis, klassen egentliga bladmossor, divisionen bladmossor och riket växter. Inga underarter finns listade i Catalogue of Life.